# ویلیام آرمسترانگ
ویل یام آرمسترانگ (William Armstrong) (زادهٔ ۲۳ دسامبر ۱۷۸۲ – درگذشتهٔ ۱۰ می ۱۸۶۵)، برده‌دار، وکیل، کارمند دولت، سیاستمدار و بازرگان اهل ایالات متحده بود. وی از ۱۸۱۸ – ۱۸۲۰ میلادی به عنوان نماینده شهرستان همپشایر در مجلس نمایندگان ویرجینیا و از ۱۸۲۵ تا ۱۸۳۳ میلادی به عنوان نماینده حوزه انتخابیه ۱۶ام ویرجینیا در مجلس نمایندگان ایالات متحده خدمت کرد.
آرمسترانگ در ۱۷۸۲ میلادی در لیسبورن، شهرستان انتریم، پادشاهی ایرلند (واقع در ایرلند شمالی امروزی) متولد شد و در ۱۷۹۲ میلادی به ایالات متحده مهاجرت نمود. او با اتمام آموزش حقوقی خود تحت نظر چارلز ماگیل، وکیل مدافع شد و در شهرستان همپشایر، ویرجینیا (ویرجینیای غربی امروزی) ساکن گردید. آرمسترانگ در سمت‌های مختلف اداری خدمت کرد، از جمله رئیس پُست‌خانه پادی‌تاون (کیسر امروزی)؛ محصل مالیات ایالات متحده که توسط رئیس‌جمهور جیمز مدیسون منتصب شده بود؛ رئیس بانک والی آف ویرجینیا؛ عضو هیئت فواید عمومی ویرجینیا از ۱۸۲۲ تا ۱۸۲۳ میلادی؛ قاضی صلح شهرستان همپشایر از ۱۸۲۰ تا ۱۸۵۲ میلادی؛ و کلانتر شهرستان همپشایر در ۱۸۴۳ میلادی. در انتخابات‌های ۱۸۲۰ و ۱۸۲۴ ریاست جمهوری ایالات متحده، آرمسترانگ از ویرجینیا به عنوان عضو مجمع گزینندگان انتخاب گردیده بود.
وی برای دو دوره به عنوان عضو مجلس نمایندگان ویرجینیا و برای چهار دوره، دو دوره آن به عنوان دموکرات-جمهوری‌خواه شاخه آدامز و دو دوره به عنوان جمهوری‌خواه ملی، به عنوان عضو مجلس نمایندگان ایالات متحده انتخاب شد. هنگام حضور در کنگره، وی در تصویب لایحهٔ مرتبط با تأمین وجوه مالی مناسب برای ساخت کانال چساپیک و اوهایو در ۱۸۲۸ میلادی همکاری کرد. پس از پایان خدمت در کنگره، آرمسترانگ وارد حوزه تجاری هتل داری شده و هتل خود به‌نام آرمسترانگ هاوز را در رامنی مدیریت کرد. در ۱۸۶۲ میلادی، وی به کیسر نقل مکان نموده و در ۱۸۶۵ میلادی در آنجا درگذشت.

## اوایل زندگی و تحصیلات
آرمسترانگ در ۲۳ فوریه ۱۷۸۲ در لیسبورن، شهرستان انتریم در شاهی ایرلند (واقع در ایرلند شمالی امروزی) متولد شد. خانواده آرمسترانگ از نظر مذهبی به مسیحیت-مشایخی باور داشته و دارای نسب اسکاتلندی-ایرلندی بود. وی یکی از نواده‌های مستقیم جیمز آرمسترانگ بود، کسی که در قیام میثاق‌گران اسکاتلندی در نبرد پیتلند هیلز شرکت نموده بود. جیمز آرمسترانگ در ۱۶۶۶ میلادی دارایی خود را به عنوان جریمه واگذار نموده و از آناندیل، دامفریشر، اسکاتلند به شهرستان داون فرار کرد. در ۱۷۹۲ میلادی، آرمسترانگ همراه با والدین و خانواده خود به ایالات متحده مهاجرت نموده و در شهرستان رامنی، ویرجینیا (ویرجینیا غربی کنونی) ساکن شد. پس از ساکن شدن در رامنی، آرمسترانگ به عنوان دفتردار یک بازرگان کار نموده و بعداً به عنوان دستیار در دفتر منشی دادگاه شهرستان همپشایر خدمت کرد. آرمسترانگ در وینچستر تحت نظر چارلز ماگیل در رشته حقوق آموزش دید، وکیل مدافع شد و به‌طور دائمی در شهرستان همپشایر ساکن گردید.

## حرفه خدمت عمومی
آرمسترانگ از ۱۵ اکتبر ۱۸۱۴ تا ۲۰ آوریل ۱۸۱۸ به عنوان دومین رئیس پُست‌خانه پادی‌تاون (منطقه امروزی کیسر، ویرجینیای غربی) خدمت کرد. رئیس‌جمهوری جیمز مدیسون در ۱۸۱۳ میلادی وی را به عنوان محصل مالیات ناحیه ششم ویرجینیا گماشت؛ وی همچنین در سال‌های ۱۸۱۸ و ۱۸۱۹ میلادی در این سمت خدمت کرد. در ژانویه ۱۸۱۸، آرمسترانگ به اتفاق آرا به عنوان رئیس شعبه تخفیف و سپرده بانک والی آف ویرجینیا در رامنی انتخاب گردید. در ۱۸۲۲ و ۱۸۲۳ میلادی، او به عنوان عضو هیئت فواید عمومی ویرجینیا خدمت کرد. آرمسترانگ از ۱۸۲۰ تا ۱۸۵۲ میلادی به عنوان قاضی صلح شهرستان همپشایر و در ۱۸۴۳ میلادی به عنوان کلانتر شهرستان همپشایر خدمت نمود.

## حرفه سیاسی
آرمسترانگ برای بار نخست در ۱۸۱۱ میلادی به عنوان یک دموکرات-جمهوری‌خواه از حوزه انتخابیه شهرستان همپشایر خود را در انتخابات مجلس نمایندگان ویرجینیا نامزد کرد، هرچند او این انتخابات را به فدرالیست‌ها الکساندر کینگ و فرانسیس وایت باخت. در ۱۸۱۲ میلادی، وی بار دیگر از همین حوزه انتخابیه در انتخابات مجلس نمایندگان شرکت کرد، اما بازهم در مقابل کینگ و وایت متحمل شکست شد. در اوت ۱۸۱۶، آرمسترانگ و جان جک به عنوان نماینده شهرستان همپشایر در کنوانسیون اصلاح قانون اساسی ویرجینیا در استنتون شرکت کردند. آرمسترانگ نهایتاً در ۱۸۱۸ میلادی، در کنار وایت، به عنوان نماینده این شهرستان در مجلس نمایندگان ویرجینیا انتخاب گردیده و از ۷ دسامبر ۱۸۱۸ تا ۱۳ مارس ۱۸۱۹ خدمت کرد. وی در انتخابات ۱۸۱۹ برای بار دوم در کنار وایت به عنوان نماینده انتخاب گردیده و از ۶ دسامبر ۱۸۱۹ تا ۲۵ فوریه ۱۸۲۰ خدمت کرد. ادوارد مک‌کارتی و وایت در انتخابات ۱۸۲۰ مجلس نمایندگان جانشین وی شدند.
در ۱۸۱۶ میلادی، زمانی که اعضای مجمع گزینندگان ویرجینیا در هتل پدر وی در رامنی گردهم آمدند، آرمسترانگ به سیاست ملی علاقه‌مند شد. وی در انتخابات‌های ۱۸۲۰ و ۱۸۲۴ ریاست جمهوری ایالات متحده به عنوان یکی از اعضای مجمع گزینندگان از ویرجینیا انتخاب گردید. آرمسترانگ به عنوان نامزد جمهوری‌خواه-دموکرات شاخه آدامز از حوزه انتخابیه کنگره‌ای ۱۶ام ویرجینیا خود را در مقابل فدرالیست ادوارد کولستون در انتخابات ۱۸۲۵ مجلس نمایندگان ایالات متحده نامزد کرد و برنده شد. حوزه انتخابیه کنگره‌ای ۱۶ام ویرجینیا متشکل از شهرستان‌های برکلی، همپشایر، هاردی، جفرسون و مورگان در منطقه امروزی پانهندل شرقی ویرجینیا بود. آرمسترانگ از ۴ مارس ۱۸۲۵ تا ۳ مارس ۱۸۲۷ از ناحیه ۱۶ام ویرجینیا در نوزدهمین دوره کنگره ایالات متحده نمایندگی کرد. او برای بار دوم به عنوان یک نامزد دموکرات-جمهوری‌خواه به بیستمین دوره کنگره ایالات متحده راه یافته و از ۴ مارس ۱۸۲۷ تا ۳ مارس ۱۸۲۹ خدمت نمود. آرمسترانگ به چند عضو دیگر کنگره مایکل سی اسپریگ از مریلند و اندرو استوارت و چاونسی فوروارد از پنسیلوانیا ملحق شده و در تصویب لایحهٔ مرتبط با تأمین وجوه مالی مناسب برای ساخت کانال چساپیک و اوهایو در ۱۸۲۸ میلادی همکاری کرد. آرمسترانگ برای بار سوم به عنوان یک جمهوری‌خواه ملی در ۲۱امین دوره کنگره ایالات متحده انتخاب گردیده و از ۴ مارس ۱۸۲۹ تا ۳ مارس ۱۸۳۱ خدمت نمود؛ او برای بار چهارم نیز به عنوان نماینده جمهوری‌خواه ملی به ۲۲امین دور کنگره ایالات متحده راه یافته و از ۴ مارس ۱۸۳۱ تا ۳ مارس ۱۸۳۳ خدمت کرد. در ۱۸۳۹ میلادی، آرمسترانگ رئیس حزب ویگ شهرستان همپشایر بود.

## اواخر زندگی و مرگ

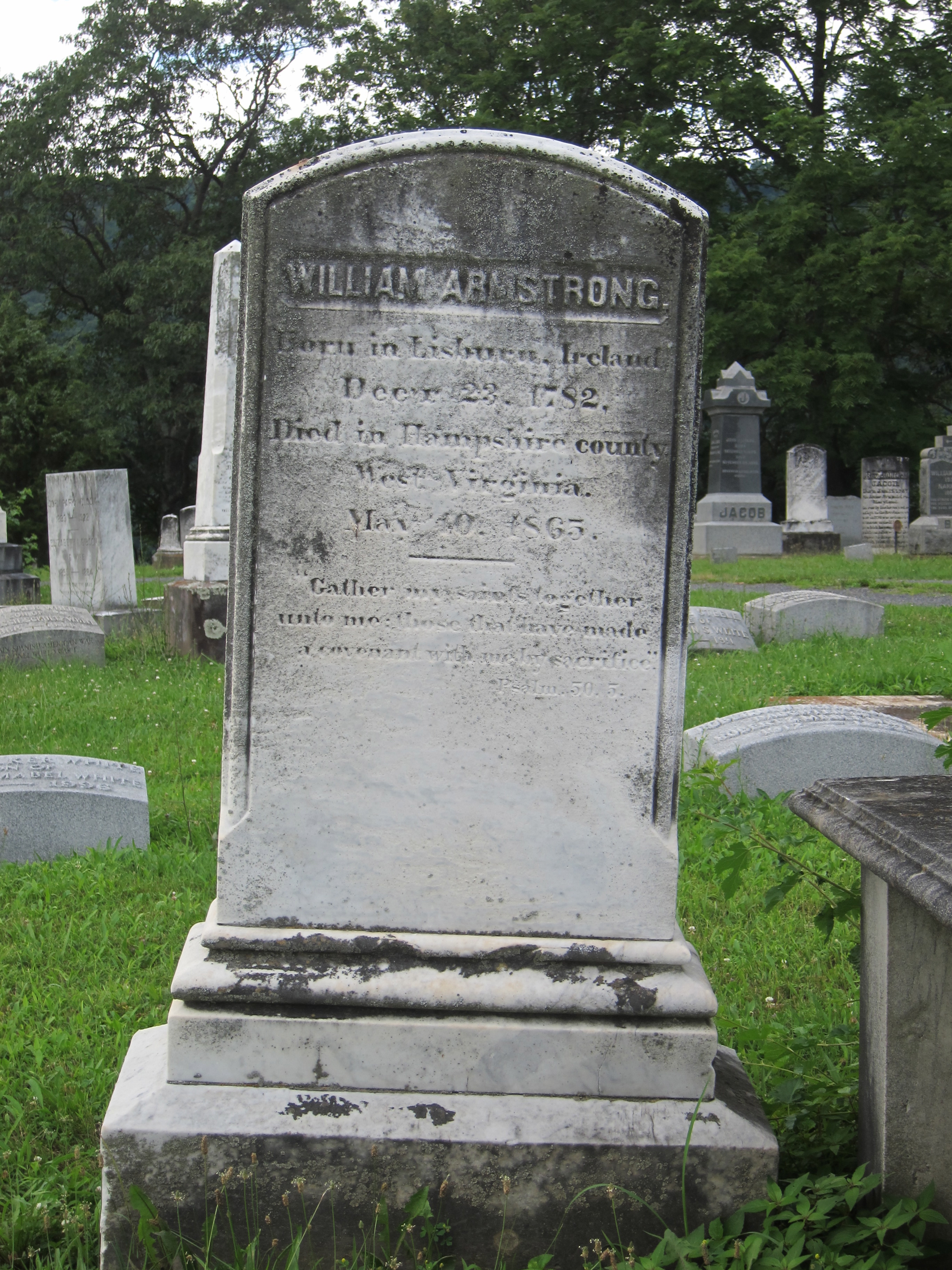
گورستان تپه سرخپوستان، رامنی، ویرجینیای غربی ۲

پس از پایان خدمت به عنوان نماینده کنگره، آرمسترانگ وارد کسب‌وکار هتل‌داری شد. با رسیدن باج‌راه نورت‌ویسترن (که امروزه به‌نام مسیر ۵۰ ایالات متحده شناخته می‌شود) به رامنی در ۱۸۳۰ میلادی، تقاضای به مسافرخانه و هتل در این شهر افزایش یافت. پنج سال پس از ساخت باج‌راه، دو مجوز از حداقل شش مجوز هتل به آرمسترانگ و جان کرک، همسر آرمسترانگ به‌نام جین و جان بیک روایت صادر گردید. هتل آرمسترانگ معروف به آرمسترانگ هاوز در حدود ۱۸۰۰ میلادی در لات ۸۶ در جاده‌های ایست مِین و هورت گرافون ساخته شده بود. آرمسترانگ هتل خود را در ۱۸۴۸ میلادی به توماس. ای. کیلر به فروش رساند و پس از آن به کیلر هاوز یا کیلر هتل تغییر نام داده شد. آرمسترانگ تا ۱۸۶۲ میلادی در رامنی ماند.
آرمسترانگ مالک ۱۶ آکر (۶٫۵ هکتار) زمین در رامنی که لات‌های ۸۱ و ۹۱ در نزدیکی چهارراه آنتیگو پلیس و سیوکس لین شامل آن می‌شد و از این میان وی ۰٫۵ آکر (۰٫۲۰ هکتار) زمین خود را برای یک گورستان آفریقایی-آمریکایی اختصاص داد.
وی در جریان جنگ داخلی آمریکا به نیو کریک استیشن (که قبلاً به‌نام پادی‌تاون یاد شده و امروزه به‌نام کیسر شناخته می‌شود) نقل مکان نموده و در عمارت پسرش ادوارد مک‌کارتی آرمسترانگ ساکن شد. پسرش ادوارد به ارتش ایالات مؤتلفه ملحق شده و آرمسترانگ با عروس و نوه‌های خود در این عمارت ماند. وی در ۱۰ مه ۱۸۶۵ در نیو کریک استیشن درگذشت. کشیش جیمز اچ. لیپس مراسم خاکسپاری وی را در رامنی به‌جا آورده و وی در گروستان اندیان ماوند در رامنی به خاک سپرده شد.

## زندگی شخصی
آرمسترانگ بار نخست با الیزابت آن مک‌کارتی (۱ ژوئن ۱۷۸۶ – ۴ ژوئیه ۱۸۴۳)، دختر ادوارد مک‌کارتی و الیزابت میلر اهل کیسر، ازدواج کرد. آنها چهار فرزند داشتند:
- الیزا جین آرمسترانگ گیبسون (زادهٔ ۲۱ دسامبر ۱۸۰۴ – درگذشتهٔ ۱۹ فوریه ۱۸۴۷) که با دیوید گیبسون ازدواج نمود.[۴۰]
- ویلیام جیمز آرمسترانگ (زادهٔ ۲۸ ژوئن ۱۸۱۳ – درگذشتهٔ ۱۹ ژوئن ۱۸۴۷) که در ۱۴ دسامبر ۱۸۳۶ با سوزان سی. وایت، دختر منشی شهرستان همپشایر جان بیکر روایت و آلسیندا لوئیزا تاپسکوت وایت، ازدواج کرد.[۴۱][۴۲]
- ادوارد مک‌کارتی آرمسترانگ (زادهٔ ۱۸ اکتبر ۱۸۱۶ – درگذشتهٔ ۱ آوریل ۱۸۹۰)، کسی که بار اول با انجلاین پانکیک ازدواج نمود و بعداً در ۲۳ اکتبر ۱۸۵۶ با لوئیزا تاپسکوت وایت، دختر منشی شهرستان همپشایر جان بیکر وایت و فرانسیس آن استرییت وایت، ازدواج نمود.[۴۳]
- جیمز دیلون آرمسترانگ (زادهٔ ۲۳ سپتامبر ۱۸۲۱ – درگذشتهٔ ۴ سپتامبر ۱۸۹۳) که با آن واترمان فوت، دختر مسیحی-مشایخی ویلیام هنری فوت ازدواج نمود.[۴۴]

آرمسترانگ و مک‌کارتی برای ۴۲ سال باهم بودند. پس از مرگ الیزابت، وی با دختر عموی خود جین باکستر آرمسترانگ (زادهٔ ۷ ژوئن ۱۷۹۹ – درگذشتهٔ ۳۰ اوت ۱۸۷۴) ازدواج کرد.

## کتابشناسی
- Brannon, Selden W. (1976). Historic Hampshire: A Symposium of Hampshire County and Its People, Past and Present. Parsons, West Virginia: McClain Printing Company. ISBN 978-0-87012-236-1. OCLC 3121468.
- Federal Writers' Project (1937). Historic Romney 1762–1937. Romney, West Virginia: Federal Writers' Project, The Town Council of Romney, West Virginia. OCLC 2006735. Archived from the original on January 1, 2014. Retrieved October 16, 2020.
- Leps, James H. (1865). A Funeral Discourse, by the Rev. Jas. H. Leps, at Romney, West Va. on the Occasion of the Death of the Hon. William Armstrong, Who Died at New Creek Station, West Va. on the 10th May, 1865. Baltimore: John W. Woods, Printer. OCLC 652541197.
- Lewis, Virgil A. (1906). First Biennial Report of the Department of Archives and History of the State of West Virginia. Charleston, West Virginia: The Tribune Printing Company. OCLC 17743218 – via Internet Archive.
- Lyle, Maria Catherine Nourse, ed. (1897). James Nourse and His Descendants. Lexington, Kentucky: Transylvania Printing Company. OCLC 729493200. Archived from the original on October 16, 2020. Retrieved October 16, 2020 – via Google Books.
- Maxwell, Hu; Swisher, Howard Llewellyn (1897). History of Hampshire County, West Virginia From Its Earliest Settlement to the Present. Morgantown, West Virginia: A. Brown Boughner, Printer. OCLC 680931891. OL 23304577M.
- Miller, Thomas Condit; Maxwell, Hu (1913). West Virginia and Its People. Vol. III. New York: Lewis Historical Publishing Company. OCLC 794221752. Archived from the original on July 1, 2014. Retrieved October 16, 2020 – via Google Books.
- Munske, Roberta R.; Kerns, Wilmer L., eds. (2004). Hampshire County, West Virginia, 1754–2004. Romney, West Virginia: The Hampshire County 250th Anniversary Committee. ISBN 978-0-9715738-2-6. OCLC 55983178.
- Scotch-Irish Society of America (1894). The Scotch-Irish in America: Proceedings and Addresses of the Sixth Congress. Nashville, Tennessee: Scotch-Irish Society of America; Barbee & Smith, Agents. OCLC 1181187561 – via Internet Archive.
- Swem, Earl G.; Williams, John W. (1918). A Register of the General Assembly of Virginia 1776–1918 and of the Constitutional Conventions. Richmond, Virginia: Davis Bottom, Superintendent of Public Printing. OCLC 12043949 – via Internet Archive.
- Wolfe, William W. (1974). History of Keyser, West Virginia 1737–1913. Keyser, West Virginia: Keyprint, Inc. OCLC 1056129 – via Internet Archive.